# NGC 362
NGC 362 (noto anche come C 104) è un ammasso globulare nella costellazione australe del Tucano.
È individuabile nei pressi della Piccola Nube di Magellano; si presenta all'osservazione con piccoli strumenti come un oggetto simile ad una stella sfocata. Si tratta di uno degli ammassi globulari più luminosi; la sua classe di concentrazione, III, indica anche che è uno dei più concentrati. Le sue stelle più luminose, di magnitudine 13 e 14, sono visibili con telescopi superiori ai 200mm di apertura. La sua distanza è stimata sui 27.700 anni luce.